# Trichilia ornithothera
Trichilia ornithothera là một loài thực vật thuộc họ Meliaceae. Loài này có ở Bờ Biển Ngà và Ghana. Chúng hiện đang bị đe dọa vì mất môi trường sống.